# Кабанов, Василий Павлович
Васи́лий Па́влович Каба́нов — советский хозяйственный, государственный и политический деятель.

## Биография
Родился в 1912 году в Санкт-Петербурге. Член ВКП(б).
С 1932 года — на хозяйственной, общественной и политической работе. В 1932—1973 гг. — слесарь, инженер, начальник цеха Ленинградского союзного завода № 327, инженер, начальник цеха, директор Красноярского радиотехнического завода (ныне — ОАО "НПП «Радиосвязь»).
Избирался депутатом Верховного Совета РСФСР 7-го созыва.
Умер в 1991 году в Красноярске.